# Sarah Nambawa
Sarah Nambawa (* 23. September 1985 in Kampala) ist eine ugandische Leichtathletin, die ihre größten Erfolge im Dreisprung hat.

## Leben und Erfolge
Sarah Nambawa besuchte die St. Jude Primary School in Karambi und gewann schon damals den 100-, 200- und 400-Meter-Lauf bei den Distriktmeisterschaften im Distrikt Kabarole. 1998 an der Bright Way High School begann sie mit dem Weitsprung. Sie besuchte im Anschluss mit einem Sportstipendium die private weiterführende Schule Masindi Academy. An der Ndejje University, einer privaten christlichen Universität in Uganda, an der sie von Patrick Pkanya trainiert wurde, studierte sie in einem Bachelor-Studiengang Verwaltungswesen.
Bei der Universiade 2005 in Izmir schied sie als Fünfte im Vorlauf über 200 Meter aus. 2006 gewann sie bei den ugandischen Studentenmeisterschaften den 100-Meter-Lauf vor der damaligen Landesmeisterin Justine Bayigga. Bei der afrikanischen Universiade 2006 gewann Nambawa Gold sowohl über 400 Meter als auch in der 4-mal-400-Meter-Staffel.
Auf Empfehlung des an der Middle Tennessee State University in Murfreesboro studierenden ugandischen Mittelstreckenläufers Timothy Makubuy wechselte sie im Dezember 2006 zur MTSU, an der sie Liberal Studies studierte. Dort startete sie zunächst über 400 und 800 Meter, bevor sie sich unter der Anleitung des Trainers Andrew Owusu dem Dreisprung zuwandte. Bereits am 21. April 2007 stellte sie mit 12,77 m ihren ersten ugandischen Rekord auf. Im darauffolgenden Jahr verbesserte sie diese Marke auf 13,43 m. 2009 wurde sie bei den NCAA-Meisterschaften Zweite in der Halle und Dritte im Freien. Bei der Universiade in Belgrad wurde sie Sechste im Dreisprung und Elfte im Weitsprung.
2010 wurde sie Zweite bei den NCAA-Meisterschaften und gewann Gold bei den Afrikameisterschaften in Nairobi mit 13,95 m. Beim Continentalcup in Split wurde sie mit 13,78 m Sechste und bei den Commonwealth Games in Neu-Delhi mit 13,71 m Fünfte.
2011 schied sie bei den Weltmeisterschaften in Daegu mit 13,22 m in der Qualifikation aus. Im Jahr darauf siegte sie mit 13,90 m bei den Afrikameisterschaften in Porto Novo. Bei den Weltmeisterschaften 2013 in Moskau kam sie mit 13,31 m nicht über die erste Runde hinaus.
Sarah Nambawa ist 1,65 m groß und wiegt 64 kg.

## Bestleistungen
- Weitsprung: 6,43 m, 9. April 2011, Nashville (ugandischer Rekord)
  - Halle: 6,37 m, 7. Januar 2012, Nashville (ugandischer Rekord)
- Dreisprung: 14,06 m, 9. April 2011, Nashville (ugandischer Rekord)
  - Halle: 13,90 m, 11. Dezember 2010, Murfreesboro (ugandischer Rekord)
- 200 m: 24,74 s, 4. April 2009, Auburn
  - Halle: (auf gerader Bahn) 25,10 s, 2. Februar 2008 in Lexington (ugandischer Rekord)
- 400 m: 55,41 s, 10. Mai 2008, Denton
- 800 m: 2:12,03 min, 21. April 2007, Nashville